# Занат
Занат (тур. zanaat) је врста делатности која се бави производњом, поправком или одржавањем нечега. Занат је претеча индустријске - фабричке производње. Обично се термин примењује на традиционалне технике стварања предмета (било за личну употребу или као производа) који су и практични и естетски. Занатске индустрије су оне које производе ствари рукама како би задовољиле потребе људи у њиховом месту без употребе машина.
Мајстори који су „изучили“ занат су свој производ правили од почетка до краја. На пример обућар би од купљене, обрађене коже и уз помоћ алата и потрошних материјала као што су конац, ексери и лепак правио ципелу за купца, од почетка до краја. 
У фабричкој производњи процес производње (нпр. ципеле) се дели на фазе, једни кроје, други шију, трећи лепе, четврти пакују... У фабричкој производњи радници се најчешће обучавају за једну технолошку операцију, обука траје брзо и може се користити јефтинија и мање квалификована радна снага.
Фабричка производња је својом масовношћу, применом софистицираних машина омогућила производе који су знатно јефтинији од занатских и тиме полако одгурала занате у заборав.

## Стари занати
Стари занати су пре стотинак година били извор прихода и могућност снабдевања становништва неопходним потрепштинама. Многи од њих су ишчезли пред индустријском револуцијом. Занатска производња се реализовала у занатским радњама а посао су водили мајстори. Они су за своје помоћнике имали калфе и шегрте. Занат се учио годинама. Многи називи су им остали из турског доба, нарочито они који у свом називу имају слово „џ“. У тежњи да их сачува држава примењује мање порезе али и захтева да буду посебно обележени као „производ старог заната“.

## Покрет уметности и заната на Западу
Покрет уметности и заната настао је као реформа дизајна касног 19. века и друштвени покрет углавном у Европи, Северној Америци и Аустралији, а наставља се и данас. Његови заговорници су мотивисани идеалима оснивача покрета као што су Вилијам Морис и Џон Раскин, који су предложили да су у прединдустријским друштвима, као што је европски средњи век, људи постизали испуњење кроз креативни процес рукотворина. Ово становиште је заступано у супротности са оним што се сматрало отуђујућим ефектима индустријског рада.
Ове делатности су назване занати, јер су многе од њих првобитно биле професије под еснафским системом. Адолесценти су били шегрти код мајстора и усавршавали своје вештине током година у замену за ниске плате. Када је њихова обука завршена, били су добро опремљени да се сами успоставе радионицу, зарађујући за живот вештином којом се може пословати директно у заједници, често за робу и услуге. Индустријска револуција и све већа механизација производних процеса постепено су смањивали или елиминисали многе улоге које су играле професионалне занатлије, а данас се многе рукотворине све више виде, посебно када више нису ослонац формалног стручног заната, као облик хобија, народне уметности. а понекад и ликовне уметности.
Термин рукотворина се такође може односити на саме производе таквих занатских напора, који захтевају специјализовано знање, можда високо техничко у свом извођењу, захтевају специјализовану опрему и/или објекте за производњу, укључују ручни рад или радну етику плавих оковратника, доступни су широј јавности, а изграђени су од материјала са историјом која превазилази границе западне традиције „ликовне уметности“, као што су керамика, стакло, текстил, метал и дрво. Ови производи се производе у оквиру специфичне заједнице праксе, и док се углавном разликују од производа који се производе у заједници уметности и дизајна, границе се често преклапају, што резултира хибридним објектима. Поред тога, пошто је тумачење и валидација уметности често питање контекста, публика може да перципира ручно израђене предмете као уметничке предмете када се ови предмети посматрају у оквиру уметничког контекста, на пример у музеју или на истакнутом месту у нечијем дому.

## Занатска производња
Занатска производња је производња производа малог обима употребом ручног рада. Посебно је била уобичајена у средњем веку. Ттоком ере индустријске револуције је углавном замењена масовном производњом, међутим, и даље постоји за производњу добара као што је луксузна роба.
Занатски начин производње људи су користили од давнина. У почетку су људи који су се бавили занатском производњом имали за циљ да задовоље потребе сопствене привреде, међутим, развојем робно-новчаних односа, све већи број роба које су они производили почео је да се испоручује на тржиште. Углавном су то били производи за домаћинство: посуђе, намештај, накит, сувенири, одећа, обућа. Међутим, временом су почела да се продају и друга добра, попут оружја.
У предреволуционарној Русији, занатска производња била је прилично распрострањена: око 30% свих произведених производа произведено је занатским методама. Производи су се продавали на сајмовима, а размена је била широко распрострањена. Са почетком индустријализације и колективизације Совјетског Савеза, занатски начин производње проглашен је за „највиши степен угњетавања радног народа“ и престао је да постоји у готово свим сферама совјетске привреде осим на неформалној основи.
Неке државне економије, као што је вијетнамска, углавном се заснивају на занатској производњи. На пример, 50-их година у Северном Вијетнаму било је више од сто хиљада занатских предузећа. Почетком 70-их година, чак и пре крај рата, занатска производња давала је око половине свих производа домаће индустрије и скоро трећину укупне индустријске производње републике. До 1977. године, након поновног уједињења Вијетнама, у Јужном Вијетнаму је било 700.000 занатлија.
Занатска производња у Непалу издржава конкуренцију са индустријском производњом и страним добрима, што се објашњава не само економским и природно-географским факторима, већ и подршком и подстицањем занатске индустрије од стране државе.

## Продајна места
Рукотворине се често праве за кућну употребу и декорацију.[ Ако се продају, продају се у директној продаји, продавницама поклона, јавним пијацама и онлајн куповини. У земљама у развоју, рукотворине се продају локалним становницима и као сувенири туристима. Продавци имају тенденцију да говоре бар неколико речи уобичајених у језику туриста.